# Hurna
Hurna fou una ciutat de l'Imperi Hitita, al nord d'Hattusa, que fou saquejada pels kashka després del 1400 aC sota el regnat d'Arnuwandas I. El territori de la ciutat fou saquejat pel rei Subiluliuma I a la part final del seu regnat vers el 1330 aC, però probablement la ciutat mateixa va romandre en poder dels kashka.